# 三棱栎
三棱栎（学名：Trigonobalanus doichangensis）为壳斗科三棱栎属下的一个种。

## 扩展阅读
- 維基物種上的相關：三棱栎